# Свети Николай (Саракина)
„Свети Николай“ (на гръцки: Ναός Αγίου Νικολάου Σαρακήνας) е възрожденска православна църква, енорийски храм на гревенското село Саракина, Егейска Македония, Гърция.
Според релефния каменен надпис над горния праг на южния вход църквата е завършена на 10 май 1858 година. Представлява трикорабна каменна сводеста базилика с притвор и женска църква над него и със сводест каменен трем на юг и запад с ниски каменни арки. Централният кораб е с полуцилиндричен свод, а страничните с пандантиви. Храмът е изграден от правоъгълни полуобработени камъни, апсидата е с псевдоизодомна зидария, а ъглите на стените и рамките на отворите са с добре издялани камъни с по-големи размери. Апсидата отвън има 6 пиластра в две зони, които образуват плитки ниши. В по-тясната горна зона има каменен релеф, а над него осветителен отвор. Тремът на юг и на запад е възстановен в оригиналната си форма по фотографии. В наоса е запазен оригиналният под с каменни плочи.
Във вътрешността женската църква е с формата на П. Стенописите са от времето на изграждане на храма и са дело на майстор от Самаринската художествена школа. Запазен е амвон[[]]ът, два проскинитария, владишкият трон и иконостасът с резбована и изписана украса.
Църквата пострадва силно от Гревенското земетресение от 13 май 1995 г. – пада сводът на централния кораб, както и части от тези на страничните. Възстановена от 11 ефория за византийските старини.
В 1995 година църквата е обявена за защитен паметник.